# Lorenzo Sauli
Il Serenissimo Lorenzo Sauli (Genova, 1535 – Genova, 1601) fu l'82º doge della Repubblica di Genova.

## Biografia

Stemma nobiliare dei Sauli

Figlio di Ottaviano Sauli e Maria Giustiniani, nacque a Genova intorno al 1535. Fu il fratello di Paolo Sauli, insigne benefattore dei miseri, e di Antonio Sauli, cardinale e arcivescovo di Genova. Come i fratelli, Lorenzo Sauli compì gli studi a Firenze, Bologna e poi a Padova.
Sin da giovane fu impiegato in diversi incarichi pubblici: tra questi il seguire i restauri della cattedrale di San Lorenzo e l'amministrazione della cappella di San Giovanni Battista. Chiamato a far parte del nuovo governo genovese dopo l'abolizione della legge del Garibetto, servì lo stato genovese come magistrato di Terraferma, senatore della Repubblica, procuratore della Repubblica e ancora responsabile del magistrato di Corsica.
Facente parte di quella nobiltà considerata "nuova", venne eletto al titolo dogale il 22 febbraio 1599, la trentasettesima in successione biennale e l'ottantaduesima nella storia repubblicana, dopo la prematura scomparsa del doge in carica Lazzaro Grimaldi Cebà il 16 settembre.
Durante il suo dogato dovette affrontare in prima persona la questione legata al Marchesato di Finale, piccolo stato del ponente ligure legato alla famiglia Del Carretto, e da sempre nelle mire espansionistiche di Genova per la sua importanza strategica ed economica. La sua vendita al Ducato di Milano, e successivamente alla Spagna, ne provocò la reazione genovese presso le più importanti sedi di potere imperiale, e coinvolgendo pure il pontefice Clemente VIII, senza averne però un riscontro. Con grandi onori accolse in città Alberto d'Austria e Margherita d'Austria, di ritorno dalla Spagna dai rispettivi matrimoni e ora diretti nelle Fiandre, e ancora Maria de' Medici promessa sposa del re Enrico IV di Francia.
Cessò il dogato il 21 febbraio del 1601. Morì assassinato, per motivi sconosciuti, nello stesso anno per opera di Genesio Gropallo - figlio di un tessitore di lana - che nel successivo dogato di Agostino Doria venne decapitato assieme al cugino Gio Girolamo Rosso ritenuto suo complice. L'ex doge fu sepolto all'interno della locale basilica di Santa Maria Assunta di Carignano.
Dal matrimonio con Chiara Doria ebbe sei figli.